# Figanières
Figanières é uma comuna francesa na região administrativa da Provença-Alpes-Costa Azul, no departamento de Var. Estende-se por uma área de 28.17 km². Em 2010 a comuna tinha 2 661 habitantes (densidade: 94,5 hab./km²).